# Kaišiadorys landskommun
Kaišiadorys är en kommun i Litauen.   Den ligger i länet Kaunas län, i den centrala delen av landet, 60 km väster om huvudstaden Vilnius. Antalet invånare är 32 370.
Följande samhällen finns i Kaišiadorys:
- Žiežmariai